# 하이누프카군

포들라스키에주 지도에 표시된 하이누프카군의 위치

하이누프카군(폴란드어: powiat hajnowski)은 폴란드 포들라스키에주에 위치한 군으로 군청 소재지는 하이누프카이며 면적은 1,459.58km2, 인구는 44,366명(2019년 기준), 인구 밀도는 30명/km2이다.
남서쪽으로는 시에미아티체군, 서쪽으로는 비엘스크군, 북쪽으로는 비아위스토크군과 접하며 동쪽으로는 벨라루스와 국경을 접한다. 9개 지방 자치체(1개 도시, 1개 도시형 농촌, 7개 농촌)를 관할한다.

군기
군 문장